# St. Dionysius (Köln)

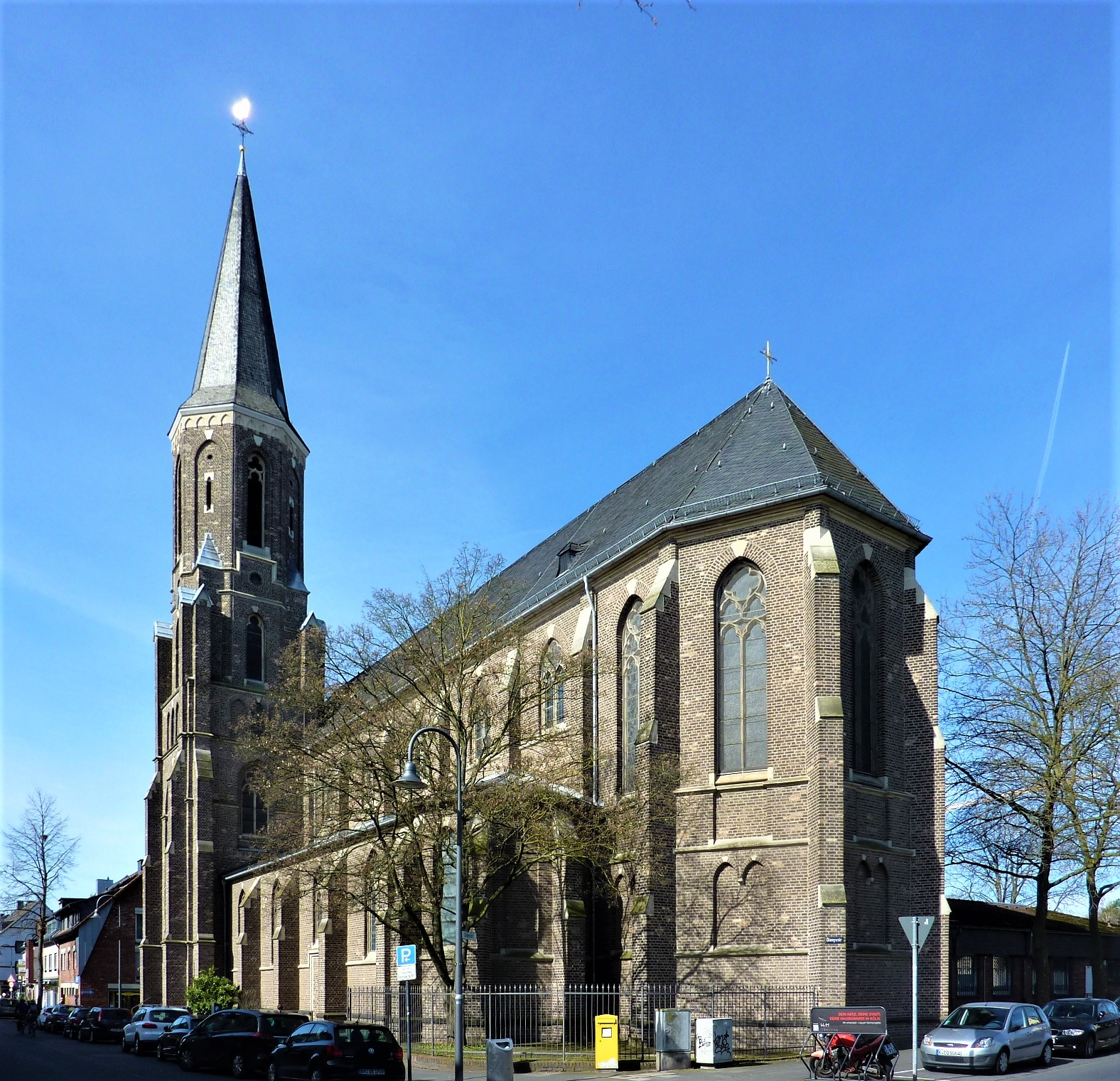
St. Dionysius

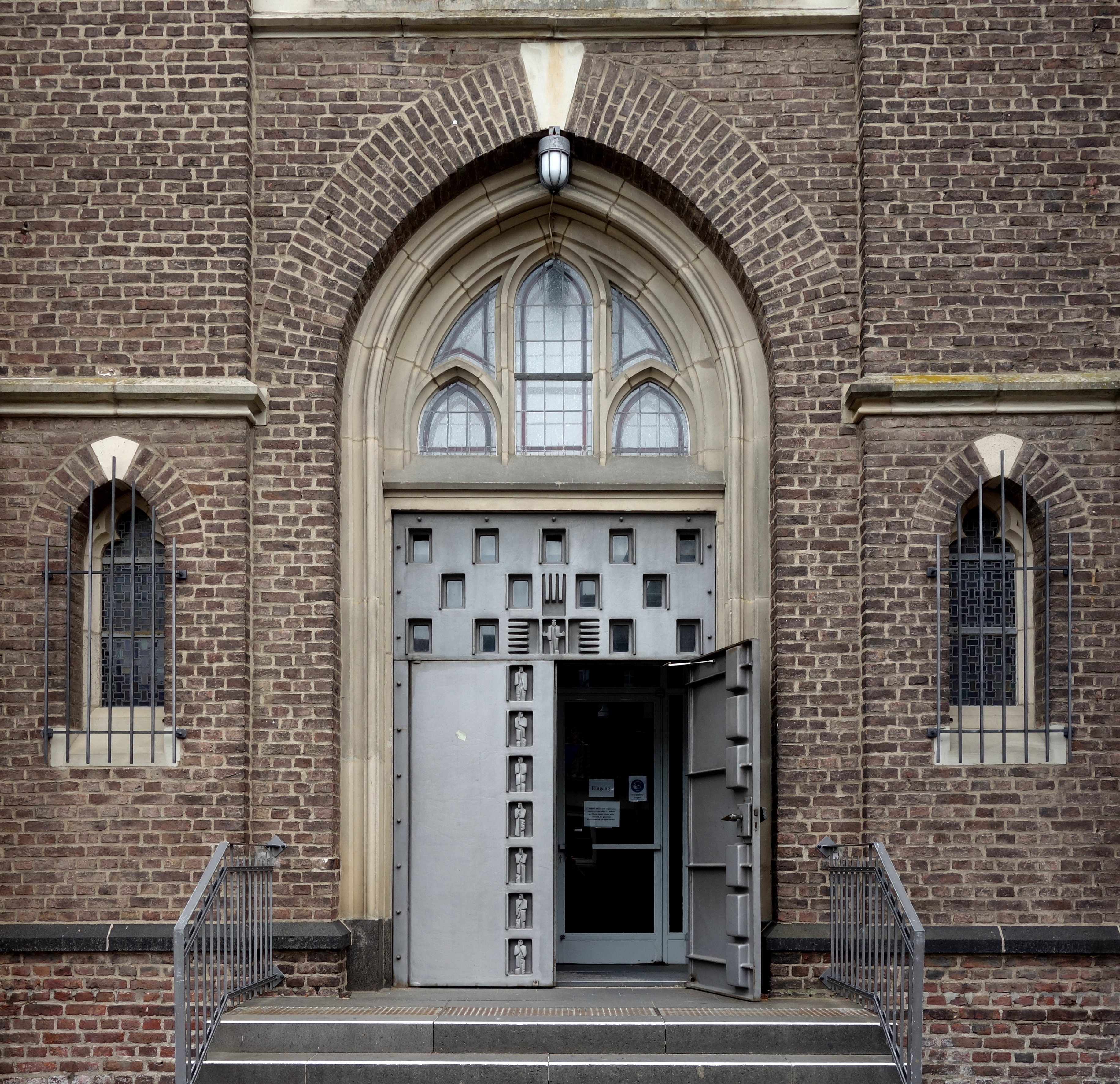
Hauptportal

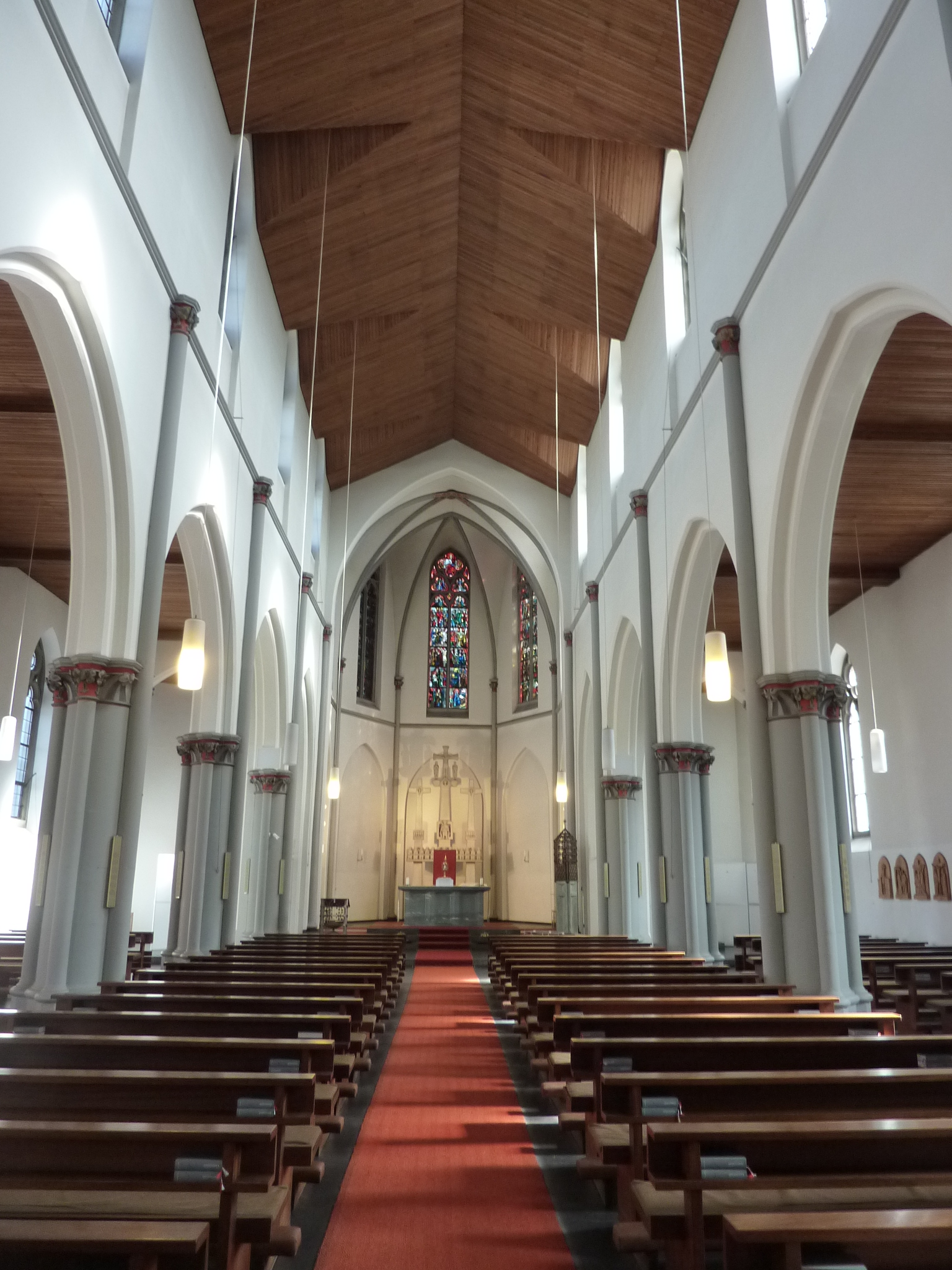
Innenraum mit Blick auf den Chor

St. Dionysius ist eine römisch-katholische Kirche im linksrheinischen Kölner Stadtteil Longerich. Sie gehört zum Pfarrverband Longerich/Lindweiler des Dekanats Köln-Nippes im Erzbistum Köln und wurde im Zuge der Fusion der ehemals drei Pfarreien im heutigen Stadtteil Longerich zur Pfarrkirche.

## Geschichte und Ausstattung
Nachdem Longerich 1888 nach Köln eingemeindet worden war, erwies sich die alte Kirche auf dem Kriegerplatz angesichts der erheblich angewachsenen Einwohnerzahl Longerichs als zu klein, so dass 1897 der Beschluss gefasst wurde, eine größere neue Kirche westlich der alten Kirche zu bauen. Nach Plänen des Kölner Architekten Franz Statz wurde in den Jahren 1898 und 1899 der Kirchenneubau im neugotischen Stil als dreischiffige Backsteinbasilika mit seitlichem Kirchturm im Südwesten und ohne Querschiff errichtet und am 23. Mai 1900 durch den Kölner Erzbischof Hubert Theophil Simar eingeweiht.
Am 13. März 1942 wurde das Gotteshaus durch eine Luftmine schwer beschädigt. Nach Plänen des Kölner Architekten Karl Band begann Anfang der 1960er Jahre der Wiederaufbau. Die zerstörten Gewölbe wurden durch Holzdecken ersetzt und der Innenraum neu gestaltet. Der Altar mit der Kreuzigungsgruppe, die Portale von 1971 und der Ambo von 1973 sind neben vielen anderen Ausstattungsstücken Werke des Kölner Künstlers und Bildhauers Heinz Gernot. Die Kreuzwegstationen von 1995 stammen von dem Bozener Künstler Franz Thaler.
Von der ursprünglichen Ausstattung sind erhalten geblieben die Marienstatue und die Anna selbdritt aus dem 15. Jahrhundert sowie die barocken Skulpturen des Pfarrpatrons Dionysius von 1777 und die Terrakotta-Skulpturen des heiligen Apostels Jakobus von 1776. Aus der Kölner Kirche St. Kunibert stammt eine weitere Jakobus-Figur mit Pilgerstab und Muschel.

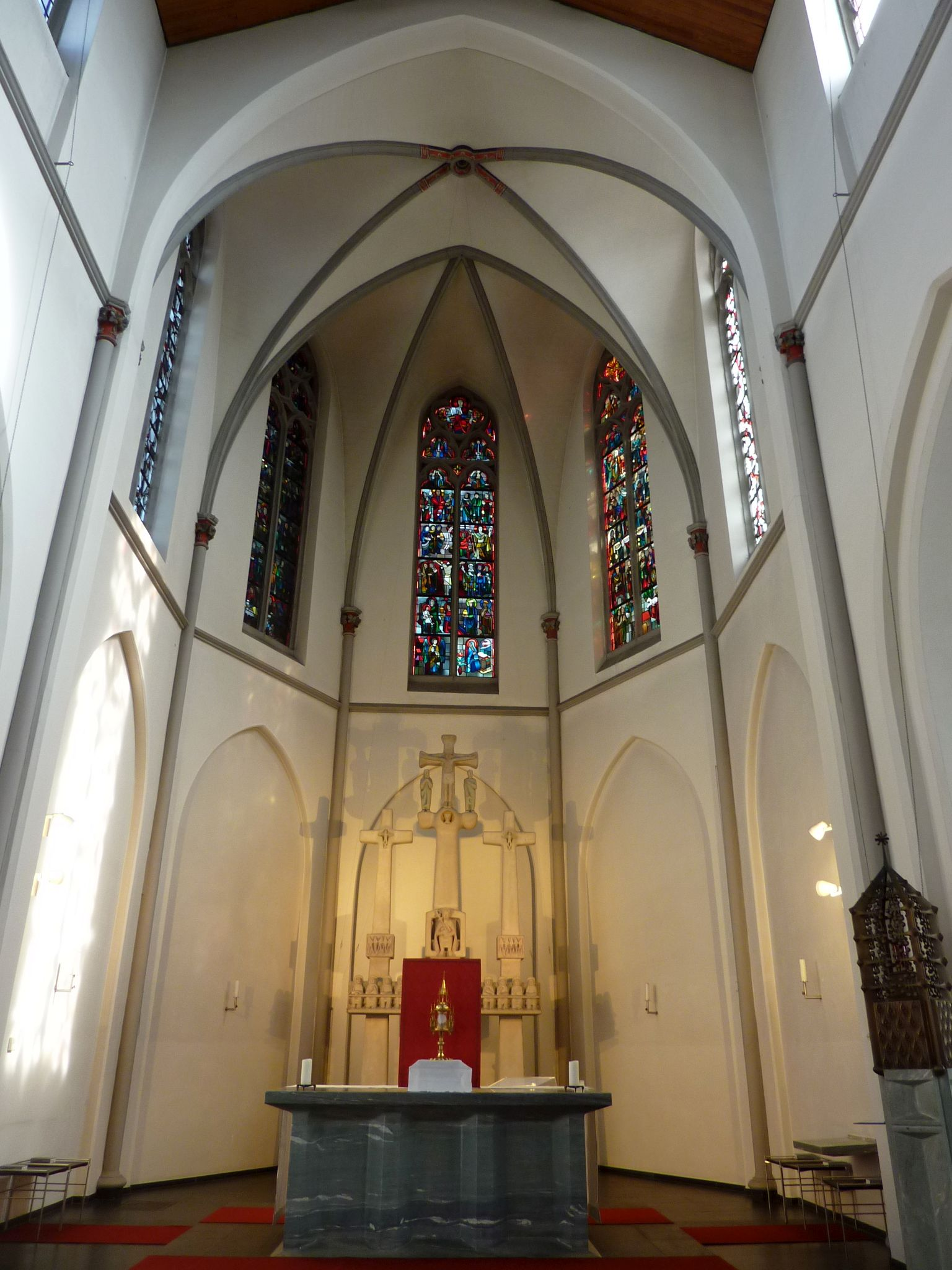
Altarraum
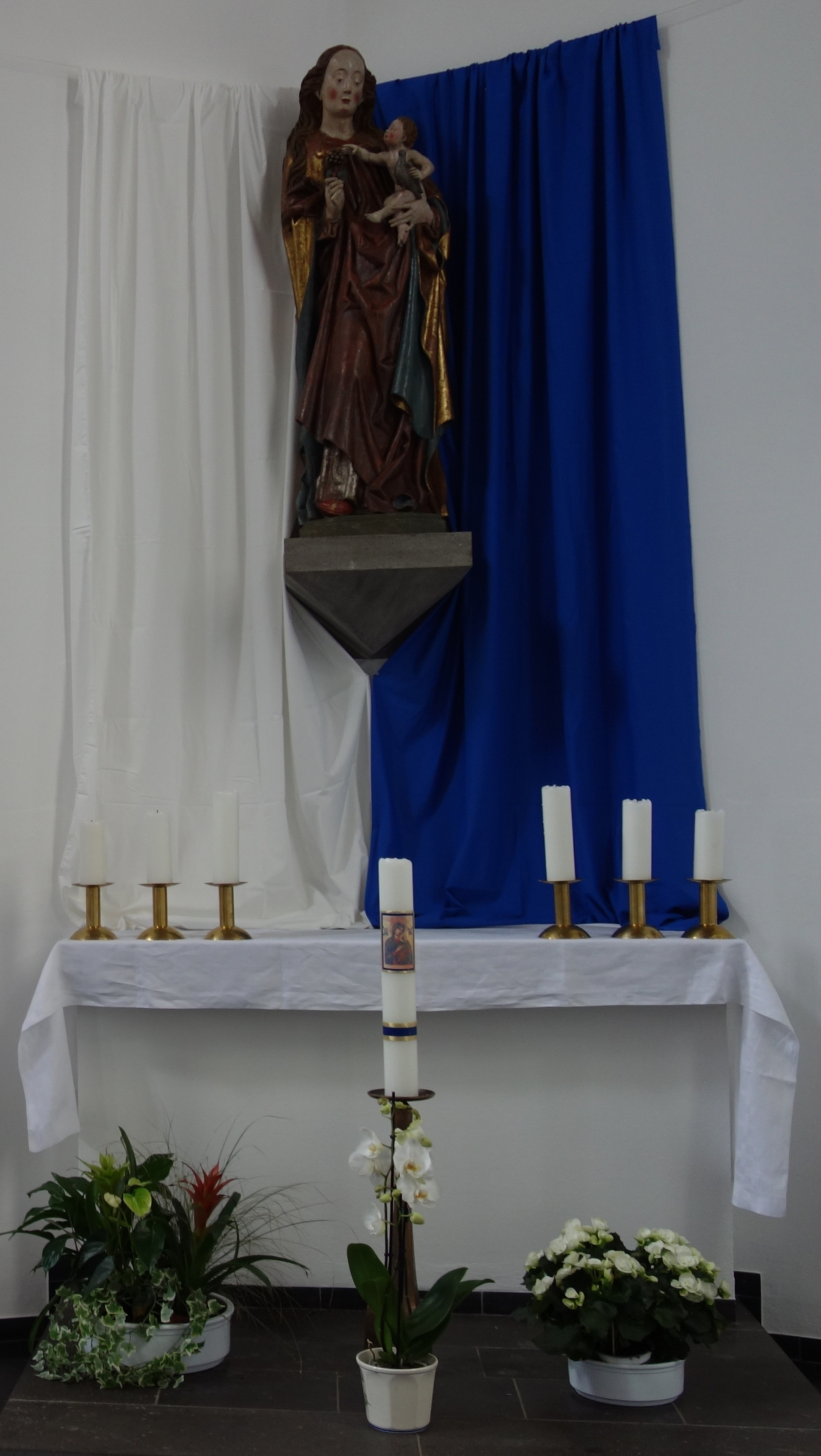
Madonnenaltar
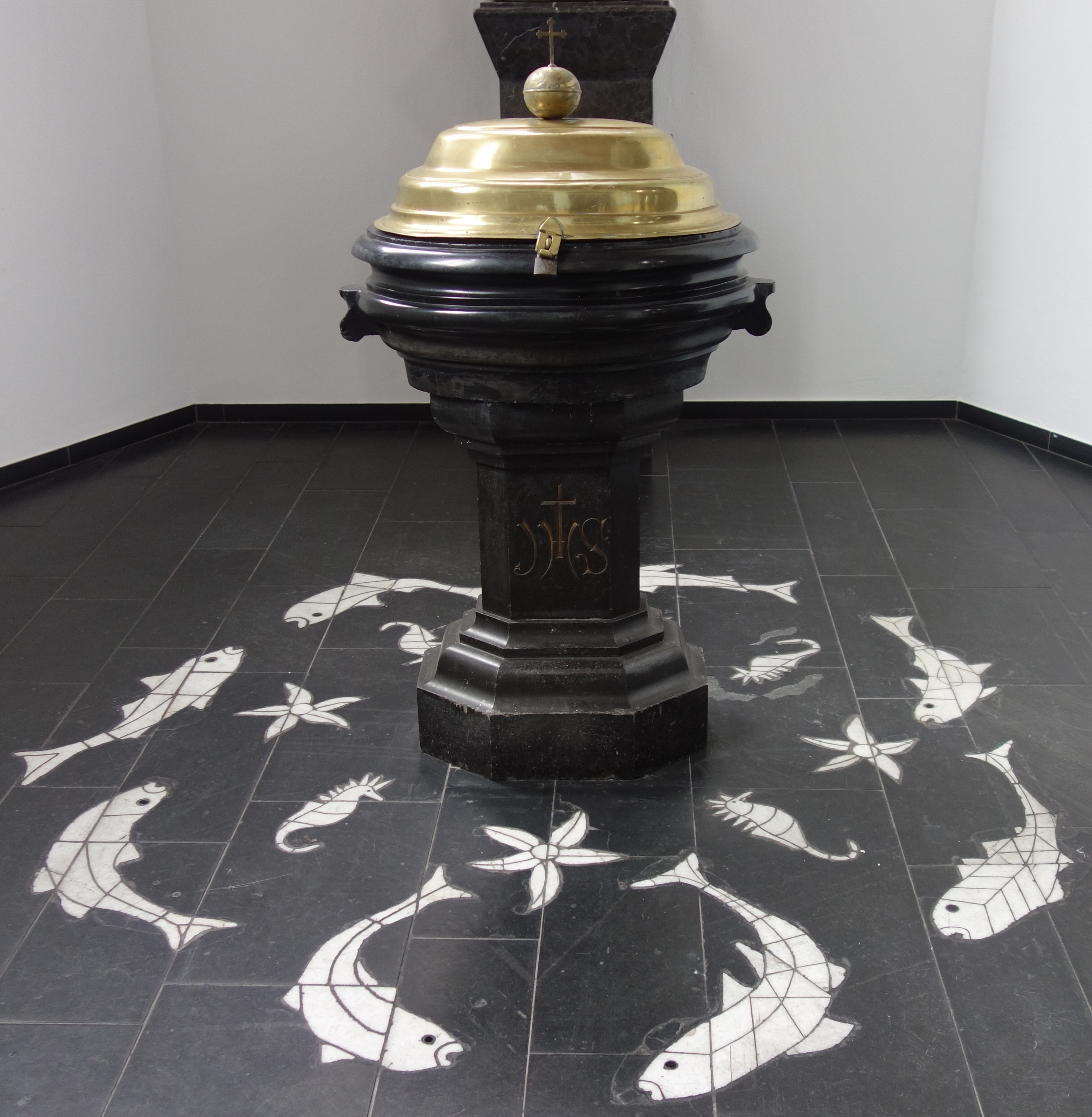
Taufkapelle mit Taufbecken
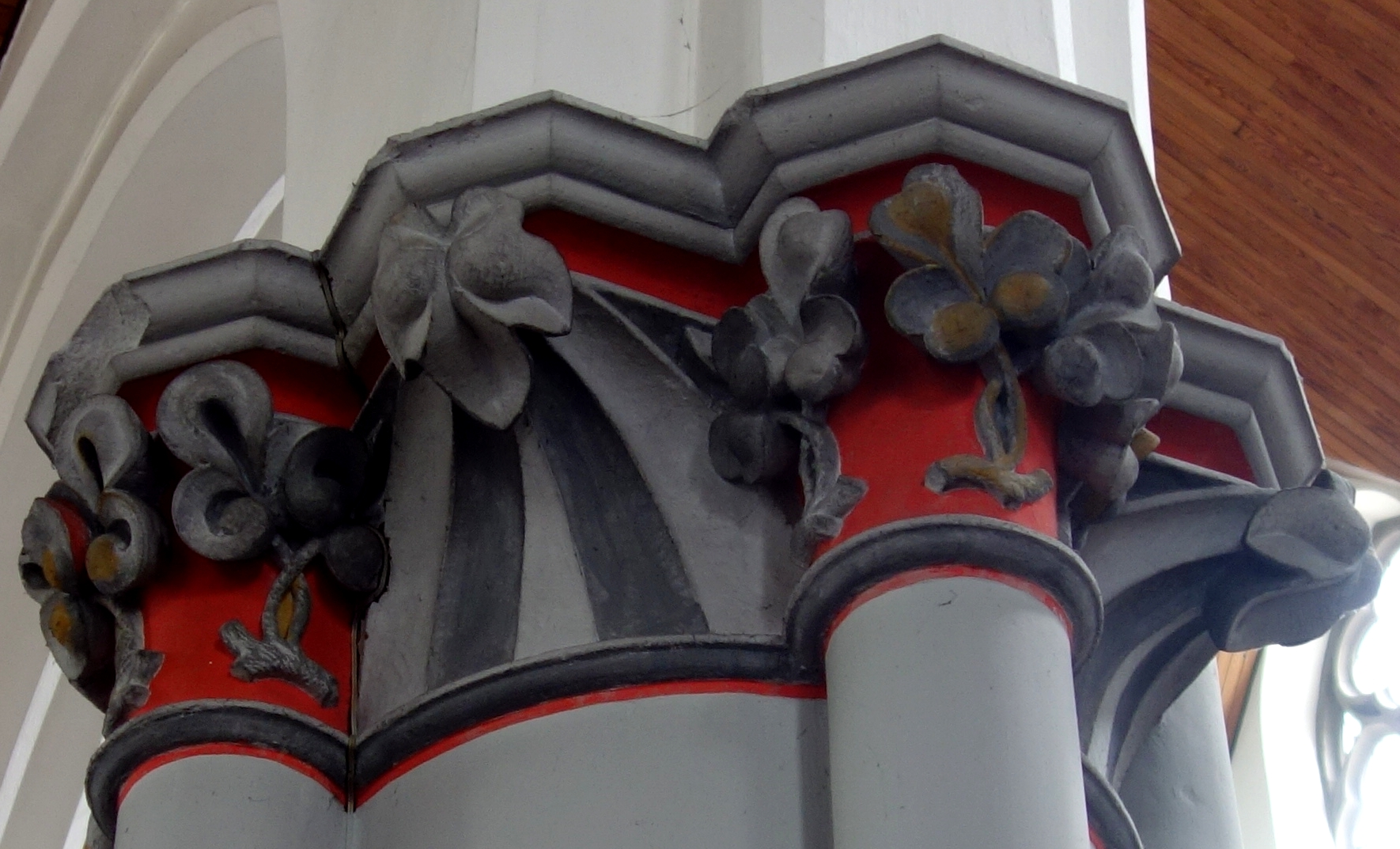
Säulenkapitell
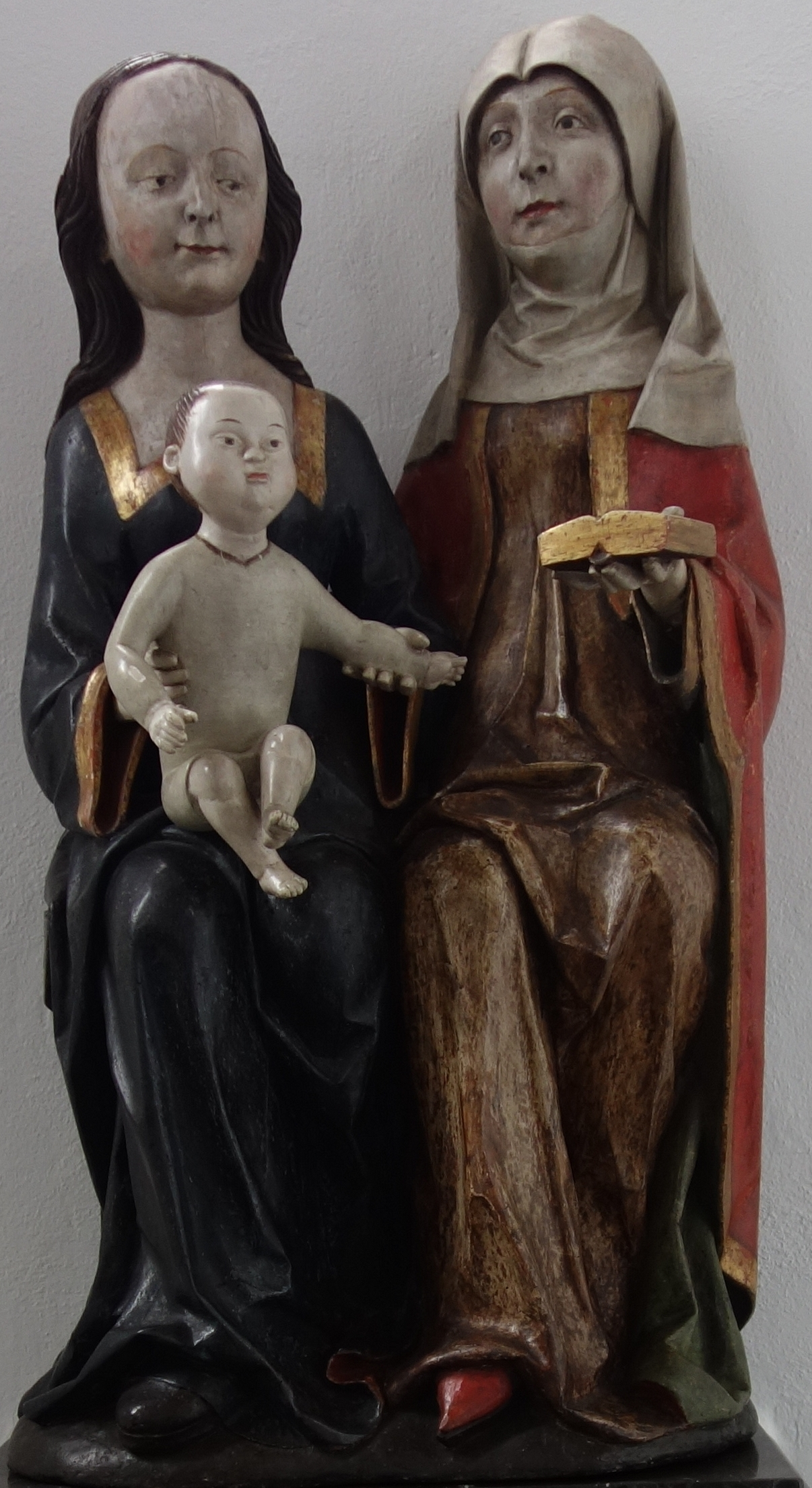
Figurengruppe Anna selbdritt
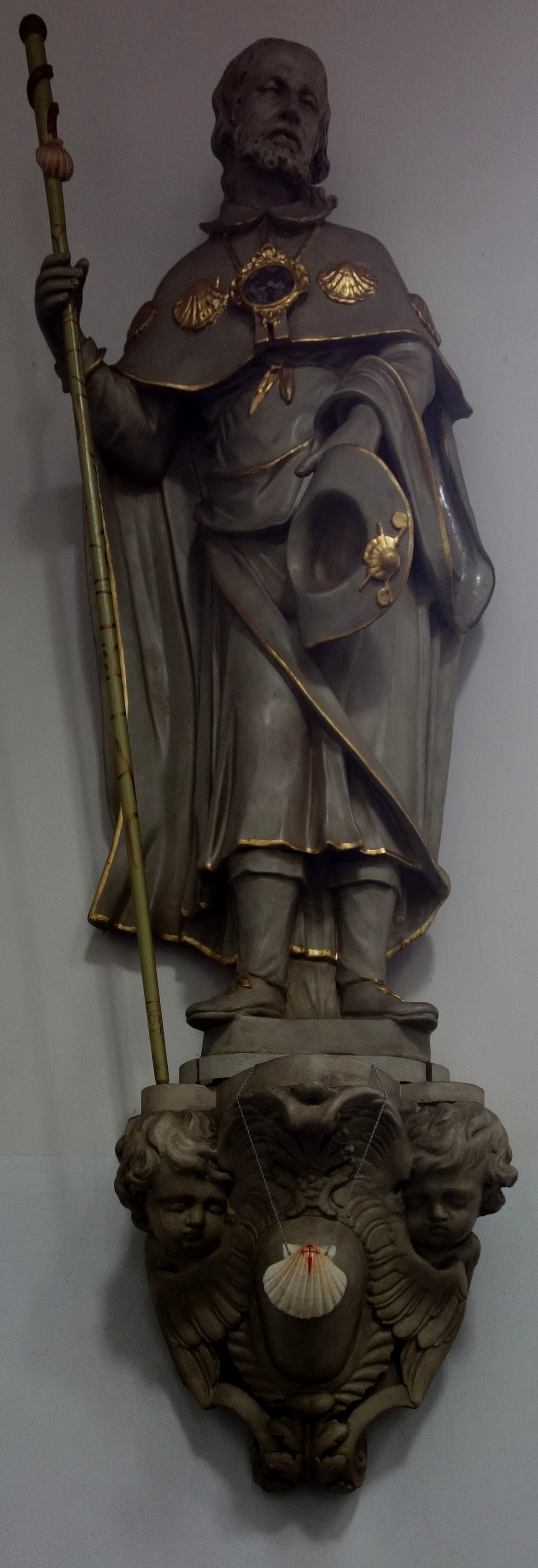
Jakobus-Figur
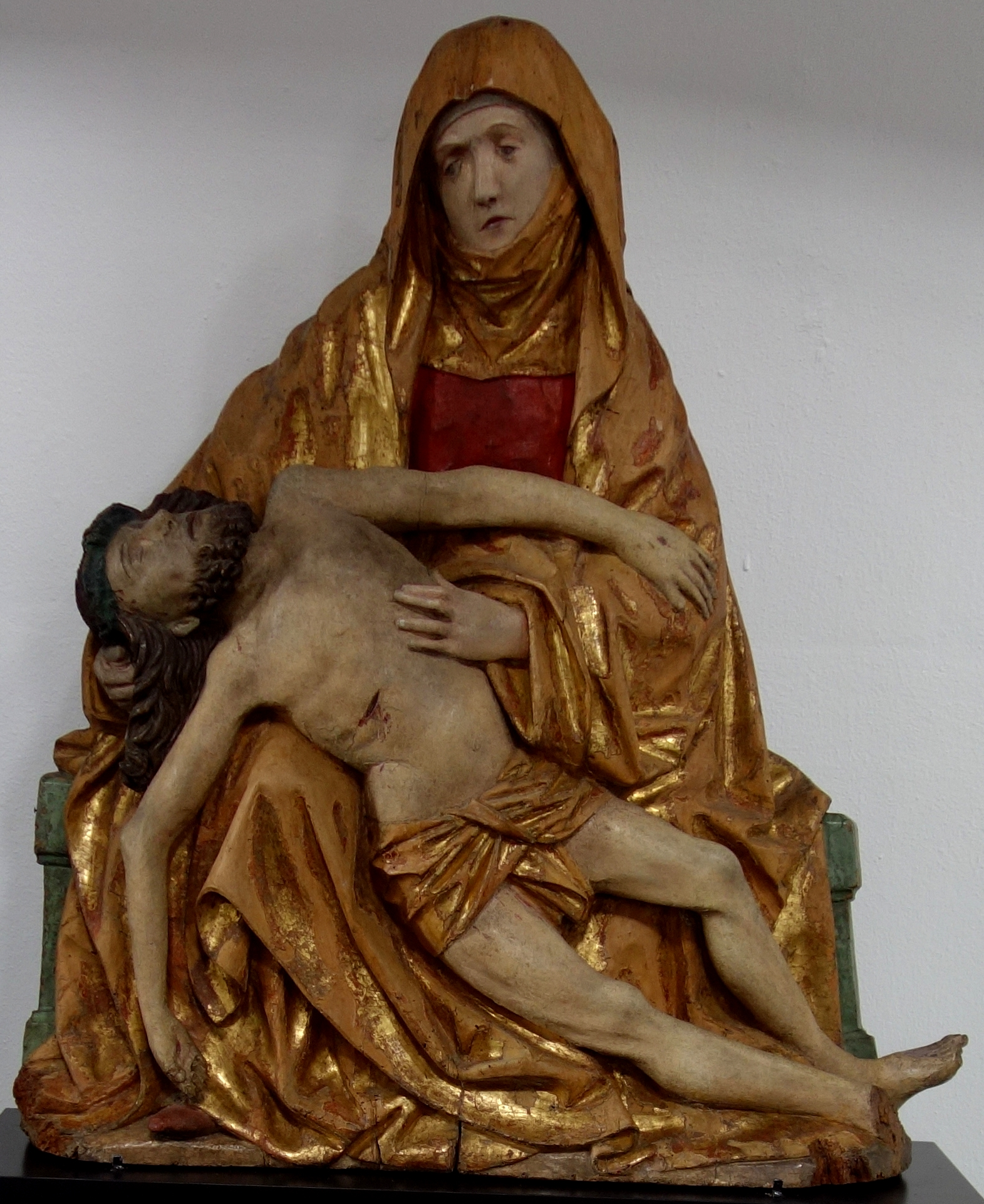
Pietà

## Orgel

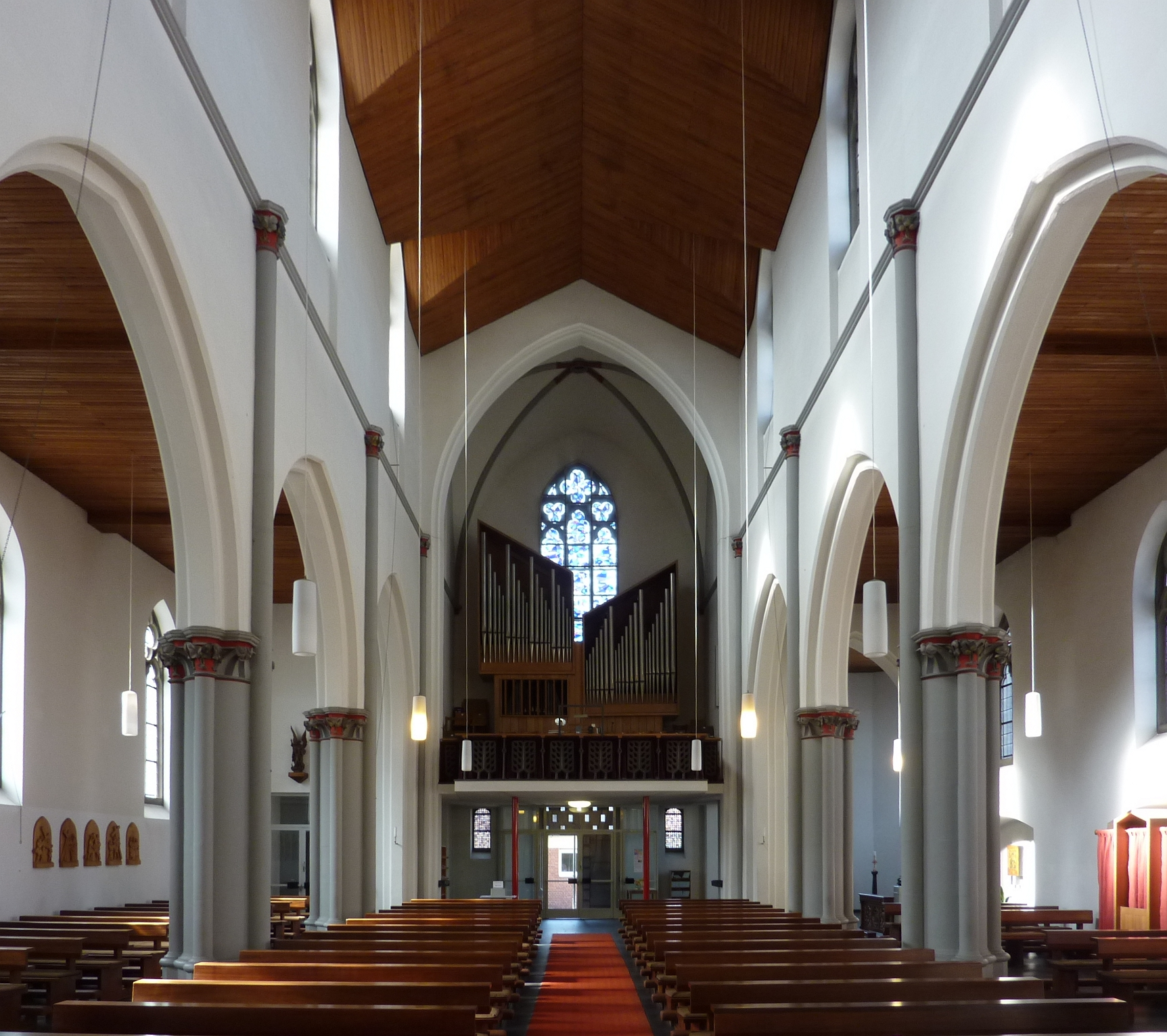
Innenraum mit Blick auf die Orgel

Die Orgel von 1966 mit 22 Registern besitzt eine mechanische Spieltraktur und eine elektrische Registertraktur. Sie wurde gefertigt von der Bonner Orgelbaufirma Johannes Klais.

## Kirchenfenster
Die Bleiglasfenster sind Werke verschiedener Künstlerinnen und Künstler. Die Fenster neben dem Eingangsportal entstanden um 1960 und zeigen Flechtbandmuster. Die Künstler sind nicht bekannt. Drei Fenster von 1970 stammen von Josef Henseler, eine ornamentale Komposition auf der Orgelempore und zwei freie Kompositionen im Chor. Zwei Fenster in der Chorkapelle schuf Karl-Josef Schneider um 1992. Sie zeigen jeweils die Kirchen St. Dionysius in Longerich und in St. Denis. Weitere zwei Fenster in der Chorkapelle entstanden 1991 nach Entwürfen des Kölner Glasmalers Dieter Hartmann und stellen Anrufungen aus der Lauretanischen Litanei dar. Maria Meng entwarf die drei Chorfenster von 1956 mit Szenen aus dem Alten Testament und dem Wirken Jesu.

## Denkmalschutz
Die Kirche St. Dionysius wurde am 18. Januar 1982 unter der Nummer 921 in die Liste der Baudenkmäler im Kölner Stadtteil Longerich eingetragen.